# Obba
Obba (łac. Diocesis Obbensis) – stolica historycznej diecezji w Cesarstwie rzymskim w prowincji Africa Proconsularis współcześnie w Tunezji.

## Biskupi tytularni
| Lp. | Biskup                          | Funkcja                                                                                      | Od               | Do                   |
| --- | ------------------------------- | -------------------------------------------------------------------------------------------- | ---------------- | -------------------- |
| 1   | François-Xavier Corbet CSSp     | wikariusz apostolski Archidiecezja Antsiranana (Madagaskar)                                  | 5 czerwca 1898   | 26 lipca 1914        |
| 2   | Léon-Charles-Joseph Girod CSSp  | wikariusz apostolski Loango (Kongo)                                                          | 13 stycznia 1915 | 13 grudnia 1919      |
| 3   | Domingo Comin SDB               | wikariusz apostolski Méndez (Ekwador)                                                        | 8 marca 1920     | 17 sierpnia 1963     |
| 4   | Joseph Khiamsun Nittayo         | wikariusz apostolski Bangkoku (Tajlandia)                                                    | 13 września 1963 | 18 grudnia 1965      |
| 5   | Jaime Sin                       | biskup pomocniczy Jaro (Filipiny)                                                            | 10 lutego 1967   | 15 stycznia 1972     |
| 6   | Erwin Hecht OMI                 | biskup pomocniczy Kimberley (Republika Południowej Afryki)                                   | 3 lutego 1972    | 1 lipca 1974         |
| 7   | Alberto Giraldo Jaramillo PSS   | biskup pomocniczy Popayán (Kolumbia)                                                         | 8 sierpnia 1974  | 26 kwietnia 1977     |
| 8   | Protacio G. Gungon              | biskup pomocniczy Manili (Filipiny)                                                          | 5 lipca 1977     | 24 stycznia 1983     |
| 9   | George Patrick Ziemann          | biskup pomocniczy Los Angeles (USA)                                                          | 26 grudnia 1986  | 14 lipca 1992        |
| 10  | José Eduardo Velásquez Tarazona | biskup pomocniczy Houraz (Peru)                                                              | 15 marca 1994    | 1 lipca 2000         |
| 11  | Gustavo Rodriguez Vega          | biskup pomocniczy Monterrey (Meksyk)                                                         | 27 czerwca 2001  | 8 października 2008  |
| 12  | Joseph Tobin CSsR               | sekretarz Kongregacji ds. Instytutów Życia Konsekrowanego i Stowarzyszeń Życia Apostolskiego | 2 sierpnia 2010  | 18 października 2012 |
| 13  | Rafał Markowski                 | biskup pomocniczy warszawski                                                                 | 4 listopada 2013 |                      |